# Кунья (притока Дубни)
Кунья́ (рос. Кунья) — невелика річка у Росії, притока Дубни (притока Волги); найдовша річка у Сергієво-Посадському районі Московської області Росії. Код у ДВР — 08010100812110000003080.

## Назва
Сучасна назва «Кунья́», яка нагадує російський прикметник ку́нья («куня, куняча, куницева»; зображення куниці присутнє на гербі розташованого на її березі міста Краснозаводська) далека від оригіналу. Волость, якою протікає річка, згадується в духовній грамоті князя галицького Юрія Дмитровича у формі непрямого відмінка Кунеи. Сама річка вперше згадується у роз'їжджій грамоті великого князя Івана Васильовича 1504 р. як Кунема, у писцевих книгах XVI ст. назва наводиться у формі Куньема, а в Книзі Великому Кресленню 1627 року — як Кунева. Можливо, гідронім має балтійське походження й утворений від якогось стародавнього гідрографічного терміна, спорідненого з сучасним лит. kune («непрохідне болото»). Форми з поширеним у фіно-угорській гідронімії російської Півночі формантом -ма трапляються в джерелах з XVI століття, що може свідчити про пізнішу (порівняно з балтами) появу фіно-угорських племен на північному сході сучасної Московської області.

## Гідрографія
Довжина річки — 46 км, площа басейну — 203 км².
Ухил річки — 2,67 м/км. Ширина річкової долини: 250—1200 м. Висота гирла — 137 м. Висота витоку — 260 м.
Найбільші притоки: Пажа, Вокша, Лікуниха, Рябинка, Гордель.
Коли вибирали місце для будівництва підприємства космічної промисловості «НИИХИММАШ» (нині — ФКП «НДЦ РКП», м. Пересвєт), величезну роль у виборі цього місця зіграла саме наявність річки.
За 2 км до гирла споруджена гребля, а утворене водосховище стало нижнім б'єфом і джерелом води для Загорської ГАЕС побудованої на крутому схилі долини річки. На кінець 2000-х років здійснюється розширення комплексу будівництвом ще одного верхнього водосховища і станції.